# Houeydets
Houeydets település Franciaországban, Hautes-Pyrénées megyében. Lakosainak száma 284 fő (2022. január 1.). Houeydets Castelbajac, Bégole, Campistrous, Lagrange és Lutilhous községekkel határos.

## Népesség
A település népességének változása:
| Lakosok száma | 238  | 248  | 263  | 267  | 276  | 281  | 280  | 282  | 284  |
|               | 2013 | 2015 | 2016 | 2017 | 2018 | 2019 | 2020 | 2021 | 2022 |